# Азапико
Азапико (на гръцки: Αζάπικο) е селище в Северна Гърция, на полуостров Ситония. Селото е част от дем Ситония на област Централна Македония и според преброяването от 2001 година има 5 жители. Разположено е в югоизточната част на полуострова, южно от Неос Мармарас и Порто Карас.